# Microsarotis lucida
Microsarotis lucida är en fjärilsart som beskrevs av Edward Meyrick 1916. Microsarotis lucida ingår i släktet Microsarotis och familjen vecklare. Inga underarter finns listade i Catalogue of Life.